# Ghat Dashashwamedh

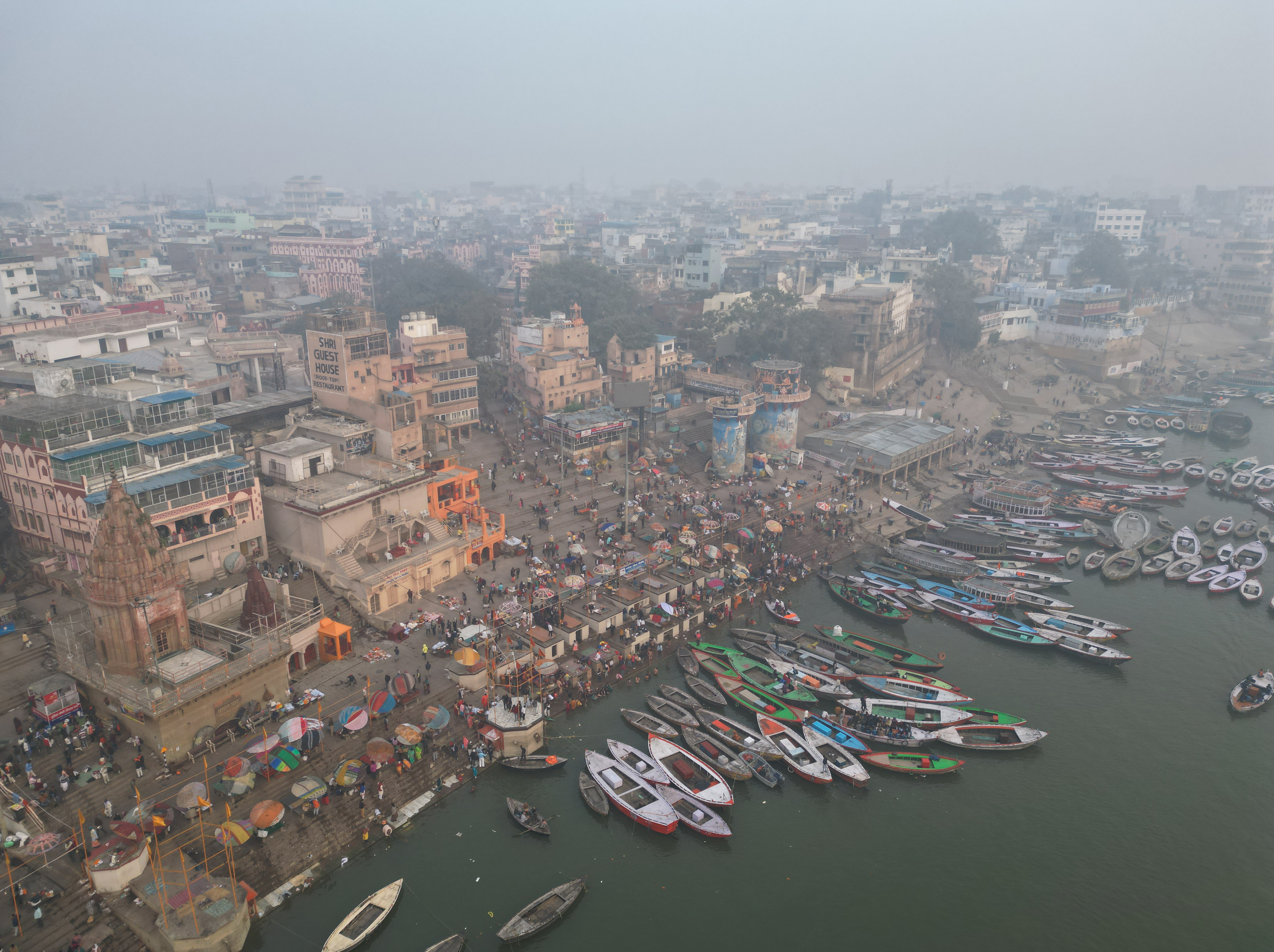

O Ghat Dashashwamedh é um importante ghat do rio Ganges, situado em Varanasi, Utar Pradexe. Ele fica próximo do Templo de Kashi Vishwanath. Existem duas lendas hindus associadas ao ghat: de acordo com uma, Brama o criou para dar boas-vindas a Xiva, e em outra, Brama realizou 10 Ashwamegha Yajna, Dasa-Ashvamedha yajna.
O ghat atual foi construído pelo Peshwa Balaji Baji Rao no ano de 1748. Algumas décadas depois, Ahilyabahi Holkar, a Rainha de Indore, reconstruiu o ghat no ano de 1774.

## Ganga aarti
O Ganga Aarti (ritual de oferenda de prece ao rio Ganges) é realizado diariamente ao anoitecer. Vários sacerdotes realizam esse ritual carregando deepam e movendo-o para cima e para baixo em uma melodia rítmica de bhajans. Aartis especiais são realizados às terças-feiras e em festivais religiosos.

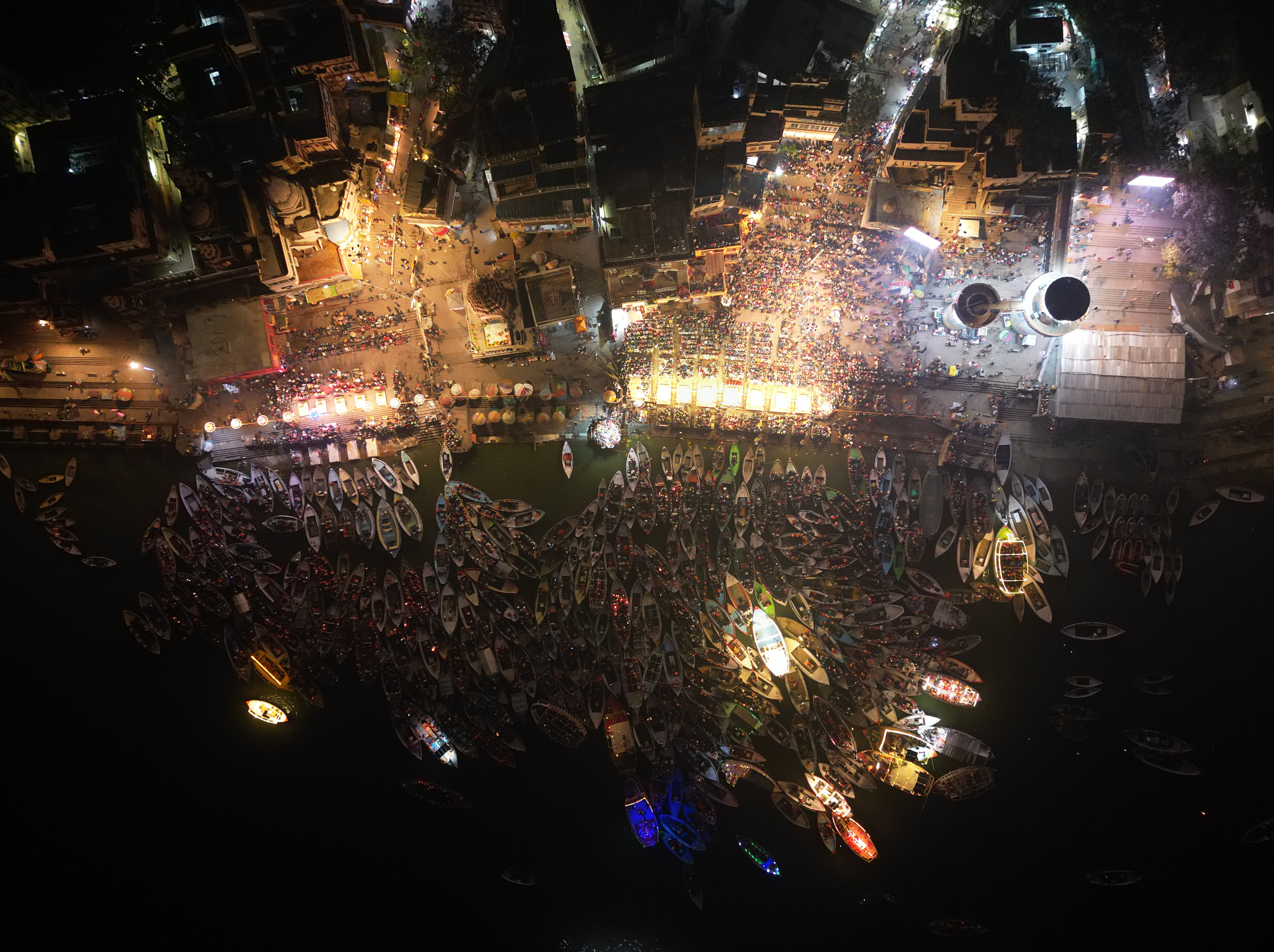
Foto de drone do Ganga Aarti no Ghat Dashashwamedh.

O Ganga Aarti começa logo após o pôr do sol e dura cerca de 45 minutos. No verão, o Aarti começa por volta das 19h devido ao pôr do sol tardio e no inverno começa por volta das 18h. Centenas de pessoas se reúnem no ghat todas as noites para assistir ao evento.

## Atentado terrorista em 2010
Em 7 de dezembro de 2010, uma explosão de baixa intensidade abalou o extremo sul do aarti no Ghat Sitla. Isso matou duas pessoas e feriu 37, incluindo seis turistas estrangeiros, e os Mujahidin Indianos reivindicaram a responsabilidade pelo ataque.